# حب بليثديل
حب بليثديل هي رواية للكاتب الأمريكي ناثانيال هوثورن كتبها عام 1852 وهي تثير الاهتمام بمجتمع مزرعة بروك الاشتراكي الفاضل وفيها ينتقد هوثورن المصلحين الأنانيين الشرهين إلى السلطة فيما غرائزهم العميقة ليست ديمقراطية أصيلة.

## روابط خارجية
- حب بليثديل على موقع الموسوعة البريطانية (الإنجليزية)